# Синод євангелічно-лютеранських церков України
Синод євангелічно-лютеранських церков України (СЄЛЦУ) — одна з лютеранських деномінацій України, утворена сепаратно від НЄЦЛ. 

## Історія

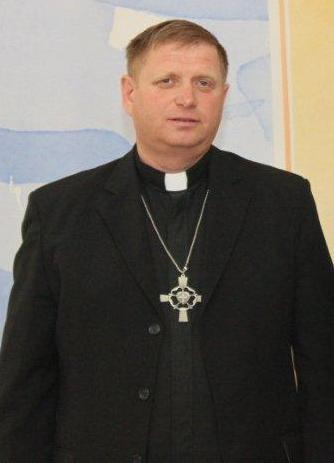
Віктор Грефенштейн

Синод євангелічно-лютеранських церков України був створений у січні 1996 року, коли єпископ Німецької євангелічно-лютеранської церкви України Віктор Грефенштейн склав з себе повноваження і вийшов з церкви (через ліберальну політику керівництва у питанні можливості жіночого пастирства). З ним пішла і приблизно половина Одеської громади, якою він керував (переважно не німці, пієтично налагоджені члени церкви), пізніше приєдналися частини громад Ялти і Миколаєва. Всі громади об'єднання самостійні. Членом громади є той хто відроджений та конфірмований. Об'єднання дотримується лютеранського вчення, викладеного у «Книзі Злагоди». Літургія російською мовою, форма літургії в різних общинах не однакова, але схожа. Таїнства викладають лише рукопокладені пастирі громад.

## Партнерські зв'язки
СЄЛЦУ не має формальної єдності вівтаря і кафедри з іншими церквами, але активно співпрацює з Лютеранською церквою — Канада. ЛЦ-К організаційно та фінансово підтримує семінарію «Злагода», молодіжну організацію «Альфа і Омега» в м. Дніпро, а також інші проєкти Синоду.
Деякі громади СЄЛЦУ мають партнерські стосунки з місією Євангелічно-лютеранських братніх громад «Сілоах», що базується в Німеччині. Місія надає церквам гуманітарну допомогу, підтримує місіонерські та соціальні проєкти.

## Склад

### Єпископ
- Віктор Грефенштейн (1996-2014)
- Олександр Юрченко (2014 - ...)[2]

### Віце-єпископ
- Олексій Навроцький (2006-2014)
- Олег Шевченко (2014 - ...)[2]